# Anaxita rubrosignata
Anaxita rubrosignata là một loài bướm đêm thuộc phân họ Arctiinae, họ Erebidae.